# Mirafra apiata
Mirafra apiata е вид птица от семейство Чучулигови (Alaudidae).

## Разпространение
Видът е разпространен в Ангола, Ботсвана, Замбия, Зимбабве, Лесото, Намибия, Свазиленд и Южна Африка.